# Mercedes-Benz EQ Formula E Team
Mercedes-Benz EQ Formula E Team fue un equipo alemán propiedad de Mercedes-Benz que compitió en la Fórmula E desde la temporada 2019-20 hasta 2021-22.

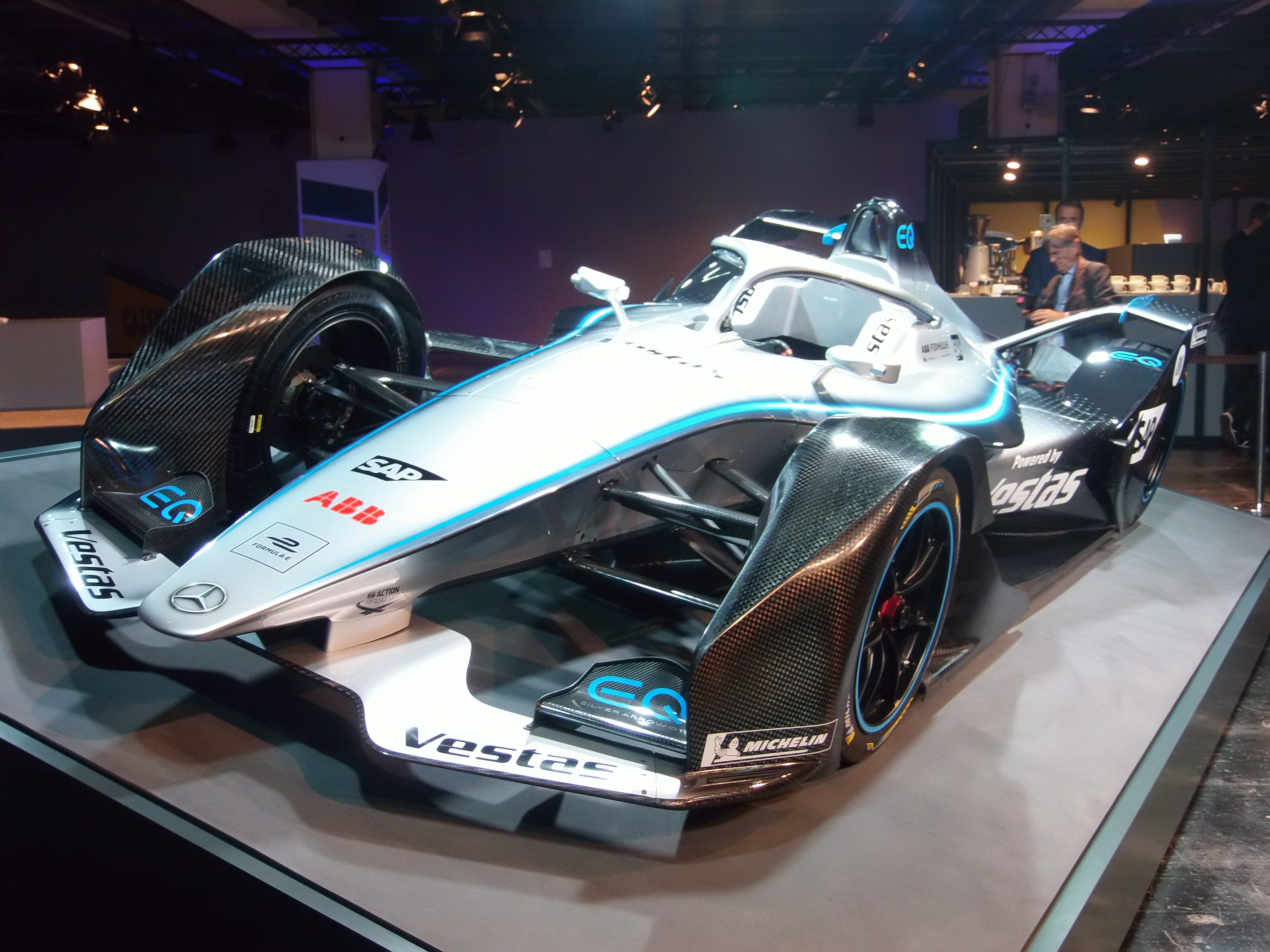
Mercedes-Benz EQ Silver Arrow 01 en exhibición.

En sus tres años en la categoría, Mercedes fue bicampeón en el campeonato de pilotos y de equipos en 2020-21 y 2021-22 respectivamente con sus dos únicos pilotos, Stoffel Vandoorne y Nyck de Vries. Mientras que en su primer año logró el tercer lugar en equipos y Vandoorne fue subcampeón en pilotos. Finalmente el equipo se retiró de la categoría el 14 de agosto de 2022.

## Historia
El 24 de julio de 2017, Toto Wolff anunció que Mercedes-Benz dejaría el DTM a finales de la temporada 2018 para unirse a la Fórmula E en la temporada 2018-19.
Sin embargo, finalmente el equipo HWA, quienes llevaban a cabo la participación de Mercedes en el DTM, se unió a la Fórmula E en la temporada 2018-19 como equipo cliente de Venturi para ganar experiencia en la categoría, para que un año más tarde, en la temporada 2019-20, lo hiciera el equipo oficial.
En el Salón de Ginebra 2019, el equipo presentó el diseño del denominado Mercedes EQ Silver Arrow 01, con el cual se disputó la primera temporada del equipo en la categoría. En septiembre de ese mismo año confirmaron a sus dos pilotos: Stoffel Vandoorne y Nyck de Vries. El primero había corrido la temporada anterior con HWA, mientras que el segundo corrió en F2. En octubre de 2020, ambos pilotos renovaron contrato para la temporada 2020-21. A lo largo del año, el equipo obtuvo tres victorias en siete podios, logrando de Vries el título de pilotos y Mercedes el de equipos. Días más tarde la escudería anunció su retirada de la categoría una vez finalizada la temporada 2021-22.
En su última temporada, Vandoorne y de Vries siguieron en el equipo. En todo el año, Mercedes logró tres victorias en once podios para lograr el bicampeonato en equipos y Vandoorne quedarse con el Campeonato de Pilotos.

## Resultados

### Fórmula E
(Clave) (negrita indica pole position) (cursiva indica vuelta rápida puntuable)
| Año     | Chasis       | Unidad                           | Neu. | N.º | Pilotos           | 1   | 2   | 3   | 4   | 5   | 6    | 7    | 8    | 9    | 10   | 11   | 12  | 13  | 14  | 15  | 16  | Puntos | Pos. |
| ------- | ------------ | -------------------------------- | ---- | --- | ----------------- | --- | --- | --- | --- | --- | ---- | ---- | ---- | ---- | ---- | ---- | --- | --- | --- | --- | --- | ------ | ---- |
| 2019-20 | Spark SRT05e | Mercedes-Benz EQ Silver Arrow 01 | M    |     |                   | DIR | DIR | SAN | MEX | MAR | BER1 | BER1 | BER2 | BER2 | BER3 | BER3 |     |     |     |     |     | 147    | 3.º  |
| 2019-20 | Spark SRT05e | Mercedes-Benz EQ Silver Arrow 01 | M    | 5   | Stoffel Vandoorne | 3   | 3   | 6   | NC  | 15  | 6    | 5    | Ret  | 12   | 9    | 1    |     |     |     |     |     | 147    | 3.º  |
| 2019-20 | Spark SRT05e | Mercedes-Benz EQ Silver Arrow 01 | M    | 17  | Nyck de Vries     | 6   | 16  | 5   | Ret | 11  | 4    | Ret  | 18   | 4    | 14   | 2    |     |     |     |     |     | 147    | 3.º  |
| 2020-21 | Spark SRT05e | Mercedes-EQ Silver Arrow 02      | M    |     |                   | DIR | DIR | ROM | ROM | VAL | VAL  | MON  | PUE  | PUE  | NYC  | NYC  | LON | LON | BER | BER |     | 181    | 1.º  |
| 2020-21 | Spark SRT05e | Mercedes-EQ Silver Arrow 02      | M    | 5   | Stoffel Vandoorne | 8   | 13  | Ret | 1   | 3   | Ret  | Ret  | 7    | 13   | Ret  | 12   | 7   | 15  | 12  | 3   |     | 181    | 1.º  |
| 2020-21 | Spark SRT05e | Mercedes-EQ Silver Arrow 02      | M    | 17  | Nyck de Vries     | 1   | 9   | Ret | Ret | 1   | 16   | Ret  | 9    | Ret  | 13   | 18   | 2   | 2   | 22  | 8   |     | 181    | 1.º  |
| 2021-22 | Spark SRT05e | Mercedes-EQ Silver Arrow 02      | M    |     |                   | DIR | DIR | MEX | ROM | ROM | MON  | BER  | BER  | YAK  | MAR  | NYC  | NYC | LON | LON | SEÚ | SEÚ | 319    | 1.º  |
| 2021-22 | Spark SRT05e | Mercedes-EQ Silver Arrow 02      | M    | 5   | Stoffel Vandoorne | 2   | 7   | 11  | 3   | 5   | 1    | 3    | 3    | 5    | 8    | 4    | 2   | 2   | 4   | 5   | 2   | 319    | 1.º  |
| 2021-22 | Spark SRT05e | Mercedes-EQ Silver Arrow 02      | M    | 17  | Nyck de Vries     | 1   | 10  | 6   | Ret | 14  | 10   | 10   | 1    | Ret  | 6    | 8    | 7   | 6   | 3   | Ret | Ret | 319    | 1.º  |

## Galería de imágenes
|                                                  |
| Box del equipo en el e-Prix de Marrakech de 2020 |

|                                                                                        |
| El Spark «Mercedes EQ Silver Arrows 01» siendo presentado en el Salón de Ginebra 2019. |